# بولهيد سيتي
بولهيد سيتس (بالإنجليزية: Bullhead City, Arizona)‏ هي مدينة تقع في مقاطعة موهاف، أريزونا بولاية أريزونا في الولايات المتحدة. تأسست عام 1984، تبلغ مساحتها 154 (كم²)، وترتفع عن سطح البحر 165 م، بلغ عدد سكانها 39540 نسمة في عام 2010 حسب إحصاء مكتب تعداد الولايات المتحدة وتصل الكثافة السكانية فيها 257.1 نسمة/كم2.

## التركيبة السكانية
حدّد مكتب تعداد الولايات المتحدة بيانات التركيبة السكانية لبولهيد سيتي في تعداد الولايات المتحدة. في ما يلي، التركيبة السكانية حسب تعدادي 2000 و2010.

### تعداد عام 2000
بلغ عدد سكان بولهيد سيتي 33,769 نسمة بحسب تعداد عام 2000، وبلغ عدد الأسر 13,909 أسرة وعدد العائلات 9,112 عائلة مقيمة في المدينة. في حين سجلت الكثافة السكانية 216.8 نسمة لكل كيلومتر مربع (561.5/ميل2). وبلغ عدد الوحدات السكنية 18,430 وحدة بمتوسط كثافة قدره 118.3 لكل كيلومتر مربع (306.4/ميل2).
وتوزع التركيب العرقي للمدينة بنسبة 85.57% من البيض و1.01% من الأمريكيين الأفارقة و1.34% من الأمريكيين الأصليين و1% من الأمريكيين ذوي الأصول الآسيوية و0.07% من سكان جزر المحيط الهادئ و8.25% من الأعراق الأخرى و2.75% من عرقين مختلطين أو أكثر و20.16% من الهسبانيون أو اللاتينيون من أي عرق.
بلغ عدد الأسر 13,909 أسرة كانت نسبة 28.4% منها لديها أطفال تحت سن الثامنة عشر تعيش معهم، وبلغت نسبة الأزواج القاطنين مع بعضهم البعض 49.1% من أصل المجموع الكلي للأسر، ونسبة 11.1% من الأسر كان لديها معيلات من الإناث دون وجود شريك، بينما كانت نسبة 5.3% من الأسر لديها معيلون من الذكور دون وجود شريكة وكانت نسبة 34.5% من غير العائلات. تألفت نسبة 25.3% من أصل جميع الأسر من عدة أفراد يعيشون في نفس المنزل ونسبة 11.2% كانت تتألف من شخص يعيش بمفرده يبلغ من العمر 65 عاماً أو أكثر. وبلغ متوسط حجم الأسرة المعيشية 2.42، أما متوسط حجم العائلات فبلغ 2.86.
بلغ العمر الوسطي للسكان 41.8 عاماً. وكانت نسبة 22.5% من القاطنين تحت سن الثامنة عشر، وكانت نسبة 7.3% بين الثامنة عشر والرابعة والعشرين عاماً، ونسبة 24.4% كانت واقعةً في الفئة العمرية ما بين الخامسة والعشرين والرابعة والأربعين عاماً، ونسبة 26.5% كانت ما بين الخامسة والأربعين والرابعة والستين، ونسبة 19% كانت ضمن فئة الخامسة والستين عاماً فما فوق. يوجد لكل 100 أنثى 98.6 ذكر، ويوجد لكل 100 أنثى في الثامنة عشر من عمرها فما فوق 96.2 ذكر.
بلغ متوسط دخل الأسرة في المدينة 30,221 دولارًا، أما متوسط دخل العائلة فبلغ 33,914 دولارًا. وكان متوسط دخل الذكور 23,617 دولارًا مقابل 19,564 دولارًا للإناث. وسجل دخل الفرد الخاص بالمدينة 16,250 دولارًا. وكانت نسبة 11.3% من العائلات ونسبة 15.1% من السكان تحت خط الفقر، وكان من هؤلاء نسبة 23.8% تحت سن الثامنة عشر ونسبة 6.9% في الخامسة والستين من العمر وما فوق.

### تعداد عام 2010
بلغ عدد سكان بولهيد سيتي 39,540 نسمة بحسب تعداد عام 2010، وبلغ عدد الأسر 16,761 أسرة وعدد العائلات 10,512 عائلة مقيمة في المدينة. في حين سجلت الكثافة السكانية 253.8 نسمة لكل كيلومتر مربع (657.3/ميل2). وبلغ عدد الوحدات السكنية 23,464 وحدة بمتوسط كثافة قدره 150.6 لكل كيلومتر مربع (390.1/ميل2).
وتوزع التركيب العرقي للمدينة بنسبة 81.86% من البيض و1.28% من الأمريكيين الأفارقة و1.14% من الأمريكيين الأصليين و1.41% من الأمريكيين ذوي الأصول الآسيوية و0.15% من سكان جزر المحيط الهادئ و11.19% من الأعراق الأخرى و2.97% من عرقين مختلطين أو أكثر و23.74% من الهسبانيون أو اللاتينيون من أي عرق.
بلغ عدد الأسر 16,761 أسرة كانت نسبة 23.9% منها لديها أطفال تحت سن الثامنة عشر تعيش معهم، وبلغت نسبة الأزواج القاطنين مع بعضهم البعض 44.6% من أصل المجموع الكلي للأسر، ونسبة 12.2% من الأسر كان لديها معيلات من الإناث دون وجود شريك، بينما كانت نسبة 5.9% من الأسر لديها معيلون من الذكور دون وجود شريكة وكانت نسبة 37.3% من غير العائلات. تألفت نسبة 27.8% من أصل جميع الأسر من عدة أفراد يعيشون في نفس المنزل ونسبة 13.8% كانت تتألف من شخص يعيش بمفرده يبلغ من العمر 65 عاماً أو أكثر. وبلغ متوسط حجم الأسرة المعيشية 2.35، أما متوسط حجم العائلات فبلغ 2.82.
بلغ العمر الوسطي للسكان 48.2 عاماً. وكانت نسبة 19.6% من القاطنين تحت سن الثامنة عشر، وكانت نسبة 7.4% بين الثامنة عشر والرابعة والعشرين عاماً، ونسبة 18.8% كانت واقعةً في الفئة العمرية ما بين الخامسة والعشرين والرابعة والأربعين عاماً، ونسبة 30.3% كانت ما بين الخامسة والأربعين والرابعة والستين، ونسبة 23.9% كانت ضمن فئة الخامسة والستين عاماً فما فوق. وتوزع التركيب الجنسي للسكان بنسبة 49.4% ذكور و50.6% إناث.

## المناخ
يظهر الجدول التالي التغييرات المناخية على مدار السنة لبولهيد سيتي:
| البيانات المناخية لـبولهيد سيتي                                   | البيانات المناخية لـبولهيد سيتي | البيانات المناخية لـبولهيد سيتي | البيانات المناخية لـبولهيد سيتي | البيانات المناخية لـبولهيد سيتي | البيانات المناخية لـبولهيد سيتي | البيانات المناخية لـبولهيد سيتي | البيانات المناخية لـبولهيد سيتي | البيانات المناخية لـبولهيد سيتي | البيانات المناخية لـبولهيد سيتي | البيانات المناخية لـبولهيد سيتي | البيانات المناخية لـبولهيد سيتي | البيانات المناخية لـبولهيد سيتي | البيانات المناخية لـبولهيد سيتي |
| الشهر                                                             | يناير                           | فبراير                          | مارس                            | أبريل                           | مايو                            | يونيو                           | يوليو                           | أغسطس                           | سبتمبر                          | أكتوبر                          | نوفمبر                          | ديسمبر                          | المعدل السنوي                   |
| ----------------------------------------------------------------- | ------------------------------- | ------------------------------- | ------------------------------- | ------------------------------- | ------------------------------- | ------------------------------- | ------------------------------- | ------------------------------- | ------------------------------- | ------------------------------- | ------------------------------- | ------------------------------- | ------------------------------- |
| الدرجة القصوى °ف (°م)                                             | 83 (28)                         | 93 (34)                         | 101 (38)                        | 107 (42)                        | 118 (48)                        | 126 (52)                        | 124 (51)                        | 122 (50)                        | 117 (47)                        | 111 (44)                        | 95 (35)                         | 88 (31)                         | 126 (52)                        |
| متوسط درجة الحرارة الكبرى °ف (°م)                                 | 65.9 (18.8)                     | 71.2 (21.8)                     | 78.9 (26.1)                     | 88.1 (31.2)                     | 97.8 (36.6)                     | 107.7 (42.1)                    | 112.0 (44.4)                    | 110.1 (43.4)                    | 103.7 (39.8)                    | 90.3 (32.4)                     | 75.3 (24.1)                     | 65.3 (18.5)                     | 88.9 (31.6)                     |
| متوسط درجة الحرارة الصغرى °ف (°م)                                 | 43.7 (6.5)                      | 45.9 (7.7)                      | 49.8 (9.9)                      | 56.3 (13.5)                     | 65.3 (18.5)                     | 73.0 (22.8)                     | 79.9 (26.6)                     | 79.5 (26.4)                     | 71.8 (22.1)                     | 59.9 (15.5)                     | 49.7 (9.8)                      | 43.0 (6.1)                      | 59.8 (15.4)                     |
| أدنى درجة حرارة °ف (°م)                                           | 25 (−4)                         | 28 (−2)                         | 28 (−2)                         | 40 (4)                          | 47 (8)                          | 50 (10)                         | 64 (18)                         | 60 (16)                         | 54 (12)                         | 37 (3)                          | 30 (−1)                         | 24 (−4)                         | 24 (−4)                         |
| الهطول إنش (مم)                                                   | 1.03 (26)                       | 1.00 (25)                       | 0.84 (21)                       | 0.19 (4.8)                      | 0.07 (1.8)                      | 0.01 (0.25)                     | 0.34 (8.6)                      | 0.73 (19)                       | 0.35 (8.9)                      | 0.44 (11)                       | 0.41 (10)                       | 0.58 (15)                       | 5.99 (152)                      |
| المصدر: Western Regional Climate Center, 11/01/1977 to 01/13/2015 |                                 |                                 |                                 |                                 |                                 |                                 |                                 |                                 |                                 |                                 |                                 |                                 |                                 |

## أعلام
- تيد ديفيدسون
- تود كروز
- كليف برانش
- نيكول توبيولا

## وصلات خارجية
- http://www.bullheadcity.com/